# مصطفی چایچی
مصطفی چایچی (زادهٔ ۲۰ مرداد ۱۳۴۸) دوچرخه‌سوار اهل تبریز، ایران است.
وی عضو تیم ایران در مسابقات دوچرخه‌سواری در بازی‌های المپیک تابستانی ۱۹۸۸ بود که در ۲ بخش «دور امتیازی انفرادی» و تایم تریل تیمی شرکت کرد.